# Georges Vilain XIIII
Pour les articles homonymes, voir Vilain XIIII.
Le vicomte Georges Charles Philippe Marie Louis Vilain XIIII, né le 10 janvier 1866 à Bruxelles et mort le 18 mars 1931  à La Charité-sur-Loire, est un homme politique belge catholique.

## Biographie
Il fut bourgmestre de Bazel, élu conseiller provincial de la province de Flandre-Orientale et sénateur de l'arrondissement de Termonde-Saint-Nicolas (1926-29) en suppléance de Oscar Vermeersch, décédé.

## Généalogie
- Il est fils de Stanislas Vilain XIIII (1838-1926) et Maria de Kerchove de Denterghem (1838-1881, fille de Prosper de Kerchove de Denterghem).
- Il épousa en 1893 Marie de Brouchoven de Bergeyck (1872-1954), fille de Florimond de Brouchoven de Bergeyck;
  - Ils eurent trois enfants : Philippe (1896-1970), Marguerite (1905-1992) et Solange (1910-1989).

## Sources
- Arbre généalogique Terlinden